# Packard-Le Père LUSAC-11
LUSAC-11 (Lepère United States Army Combat) là một loại máy bay tiêm kích của Hoa Kỳ. Đây là một thiết kế của người Pháp, được chế tạo ở Hoa Kỳ trong Chiến tranh thế giới I.

## Quốc gia sử dụng
Hoa Kỳ
- Cục Không quân Lục quân Hoa Kỳ

## Tính năng kỹ chiến thuật (LUSAC-11)
Dữ liệu lấy từ The American Fighter
Đặc điểm tổng quát
- Kíp lái: 2
- Chiều dài: 25 ft 3 in (7,69 m)
- Sải cánh: 41 ft 7 in (12,67 m)
- Chiều cao: 10 ft 7 in (3,22 m)
- Diện tích cánh: 415,6 sq ft (68,60 m²)
- Trọng lượng rỗng: 2.561 lb (1.162 kg)
- Trọng lượng có tải: 3.745 lb (1.669 kg)
- Động cơ: 1 × Liberty L-12, 425 hp (317 kW)

 Hiệu suất bay 
- Vận tốc cực đại: 133 mph (116 knot, 214 km/h) trên mực nước biển
- Vận tốc hành trình: 118 mph
- Tầm bay: 320 mi (278 hải lý, 515 km)
- Trần bay: 20.200 ft (6.157 m)
- Leo lên độ cao 6.500 ft (1.980 m): 6 phút

Trang bị vũ khí

- Súng: [2]

  - 2×.súng máy M1895 Colt-Browning 30 in (7,62mm)
  - 2× súng máy Lewis.30 in (7,62mm)